# Dyrskuet i Ringsted
|  | Denne artikel er oprettet af botten Steenthbot ud fra en ekstern database. Den kan derfor have sproglige fejl eller mangler. Denne skabelon kan fjernes efter kontrol af indholdet. |

Dyrskuet i Ringsted er en dansk dokumentarisk optagelse fra 1925.

## Handling
Dyrskuet i Ringsted 10.-11. juli 1925 er et tilløbsstykke. Kreaturer og heste trækkes til fremvisning. Ringsted Jernstøberi & Maskinfabrik udstiller traktorer på pladsen, hvor man også kan se automobiler og mindre lastbiler. Hopper med føl vises frem. Hestevognskørsel med to-spand.